# María del Carmen Zúñiga Cuevas
María del Carmen Zúñiga Cuevas es una política y trabajadora social mexicana, militante del Movimiento Regeneración Nacional. Actualmente es diputada federal por Distrito electoral federal 2 de Colima.

## Lucha social
Inició su militancia política en el Movimiento Revolucionario del Pueblo (Línea de Masas) en el año de 1983, donde participó en los círculos de estudio del partido y aprendió a trabajar con los grupos de campesinos en el sur de Jalisco, brindando asesoría en la defensa de las tierras y los derechos de los campesinos como parte de la Unión de Trabajadores del Campo, tarea que hizo en conjunto con la Coordinadora Nacional Plan de Ayala.
Desde la edad de los 17 años comenzó a participar en los estados de Jalisco, Colima y Michoacán, en el asesoramiento a cooperativas campesinas y grupos campesinos en la lucha por la defensa del territorio y por los precios de garantía del maíz, en especial en la parte del sur de Jalisco, donde daba  asesoramiento a los campesinos, así como defensa de los Derechos Humanos, gestiones ante la Secretaría de la Reforma Agraria y demás instituciones gubernamentales.
En el año de 1988 fue candidata en el municipio de Tecomán por el Distrito XV, por el Partido Mexicano Socialista. Fue asesora de Gerardo Ávalos Lemus, cuando éste asumió la diputación federal en la LIV Legislatura del Congreso de la Unión de México y al término de esta, cuando fue diputado local en la LIII Legislatura del Congreso del Estado de Jalisco. 
De 1989 a 2001 participó en el Movimiento de Cristianos Comprometidos Por las Luchas Sociales, donde trabajó con grupos que pertenecían a las comunidades eclesiales de base, fundamentadas en la Teología de la Liberación, en el territorio del sur de Jalisco y Colima. 
Dentro del Centro de Calidad para el Desarrollo Rural (CECADER), realizó las funciones de planeaciones sociales en el empoderamiento del cooperativismo en virtud de fortalecer a los campesinos en la producción y comercialización.
De 1997 a 2001 fue dirigente de la Unión Campesina Democrática (UCD) en el estado de Colima promovió la legalización de más de cientos de vehículos de procedencia extranjera para apoyo del campo, manteniéndose en huelga de hambre por 10 días en la Ciudad de México como forma presión para el gobierno en pro de los campesinos.
Además, fue asesora del Movimiento Cívico Popular en el Estado de México, donde realizó trabajo de formación política con mujeres.

## Administración pública
Fue Coordinadora Técnica en el Instituto Nacional para la Educación de los Adultos de 1986 a 1990.
De 2001 a 2003 fue promotora comunitaria en un módulo de Participación ciudadana en el gobierno del entonces Jefe de Gobierno Andrés Manuel López Obrador, donde realizaba brigadas visita casa por casa para identificar las necesidades de la sociedad y llevar los beneficios de los programas sociales. 
De 2003 a 2004 participó en un módulo de atención ciudadana con el entonces diputado por el distrito XXXVI de la II Legislatura de la Asamblea Legislativa del Distrito Federal Gilberto Ensástiga Santiago. 
De 2004 a 2006 fue asesora de despacho de la 8tva. Regiduría del H. Ayuntamiento del municipio de Nezahualcóyotl, Estado de México, con el regidor Miguel Ángel Chavezti Monrraga, donde se atendían las gestiones de los ciudadanos, así como el control propio de la misma. De 2014 a 2015 fue asesora de despacho de la 10º Regiduría del H. Ayuntamiento del municipio de Tecomán, Colima, con el regidor Carlos Gariel Padilla. 
Una vez lograda la victoria electoral en 2018 de Andrés Manuel López Obrador, trabajó como Servidora de la Nación en la Secretaria de Bienestar de 2018 a 2020 en el municipio de Tecomán.
En las Elecciones federales de México de 2021, fue candidata a diputada federal suplente por el Distrito electoral federal 2 de Colima.

## Militancia en Morena
En 2015 fue candidata a síndica por el partido Morena por el ayuntamiento de Tecomán y fue coordinadora de la estructura electoral en ese municipio. Es Consejera Estatal de Morena en Colima desde el año 2016.

## Diputada federal (2021)

#### LXIV Legislatura
Fue electa como diputada federal suplente para el periodo 2021-2024 por el segundo distrito electoral federal de Colima representando al Movimiento Regeneración Nacional en las elecciones de 2021. Tomó protesta el 4 de noviembre de 2021 luego de que Rosa María Bayardo Cabrera solicitara licencia para asumir el cargo de coordinadora estatal de los Programas de Desarrollo del Estado de Colima por nombramiento del presidente Andrés Manuel López Obrador.
| Comisiones a los que pertenece                                         | Comisiones a los que pertenece | Comisiones a los que pertenece |
| Comisión o Comité                                                      | Puesto                         | Periodo                        |
| ---------------------------------------------------------------------- | ------------------------------ | ------------------------------ |
| Economía Social y Fomento del Cooperativismo                           | Secretaria                     | 09 de noviembre de 2021 -      |
| Medio Ambiente, Sustentabilidad, Cambio Climático y Recursos Naturales | Integrante                     | 4 de noviembre de 2021 -       |
| Movilidad                                                              | Secretaría                     | 09 de noviembre de 2021 -      |